# 衣更着信
衣更着 信（きさらぎ しん、1920年2月22日 - 2004年9月18日）は、日本の詩人・翻訳家。高校教諭（英語科）。本名は鎌田 進（かまだ すすむ）。香川県大川郡白鳥村（現・東かがわ市）出身。

## 経歴
県立大川中学（現・香川県立三本松高等学校）在学中の1935年頃から詩作を始め、詩誌『若草』に投稿。明治学院高等商業部に進学して上京し、鮎川信夫らとともに『荒地』の前身である『LUNA』の創刊に参加。以後『ル・バル』『詩集』『荒地』に作品を発表。50歳まで地元の香川で高校教諭としての職務と並立して活動していたが、退職後は詩作・翻訳活動に専念した。1976年、『庚申その他の詩』（書肆季節社）で、第1回地球賞を受賞。
2004年9月18日午前1時、多臓器不全により高松市内の病院で死去。84歳没。

## 作品

### 詩集
- 衣更着信詩集 思潮社 1968
- 庚申その他の詩 書肆季節社 1976
- 孤独な泳ぎ手 書肆季節社　1987
- 衣更着信詩集 思潮社 1988 （現代詩文庫）
- モダニストの絵 思潮社 1994

### 翻訳
- 道化者の死  アラン・グリーン  早川書房　1952
- エデン特急 ヒッピーと狂気の記録 笠原嘉 共訳 マーク・ヴォネガット みすず書房 1979
- 被害者を探せ パット・マガー 早川書房 1983
- 人生摘要 英米現代詩集  書肆季節社 1983
- モーウィン  ジョン・クーパー・ポーイス 東京創元社 1987（創元推理文庫）
- 疑われざる者  シャーロット・アームストロング 早川書房 1999